# Watse Cuperus
Watse Cuperus (Blija, 30 aprile 1891 – Leeuwarden, 25 agosto 1966) è stato uno scrittore olandese, che ha dato un notevole contributo alla lingua frisone ed ha avuto un notevole impatto sulla società del suo tempo.
La sua opera più nota è la trilogia Il filo d'oro (De gouden tried, 1941-1950).

## Biografia
Nato nel 1891 a Blija, nel nord-est della Frisia, da un'umile famiglia, da ragazzo svolse il lavoro di contadino e anche di mozzo sulle chiatte. All'inizio degli anni venti lavorò come venditore di tessuti e come commerciante in un negozio.
Di impostazione cristiana protestante, e contraddistinto da un forte impegno sociale, aveva una grande conoscenza della gente comune. Visse tutta la vita nei villaggi di Blija, Westernijkerk e Marrum. Watse si batté sempre per la parità di diritti per tutti i cittadini, che trovò espressione nella sua produzione letteraria.
Morì nel 1966 di diabete.

## Opere
- 1933: Skeanebûrster folkslibben
- 1937: Lânstoarm XI
- 1941-1950: De gouden tried (1941, 1942 e 1950)
- 1943: Oarreheite erfskip
- 1946: Sa't lân opjowt
- 1947: De pipegael (2de dr.1969)
- 1948: Doeke Daen
- 1949: Swart, mar leaflik (rist. 1969, 2a rist. 1998)
- 1955: Hoeder en skiep
- 1958: Striid en segen (autobiografische roman)
- 1964: De sierlike kroan
- 1966: Jild en eare

### Libri per l'infanzia
- 1936: Oarreheite pet (rist. 1941; 2a rist. 1948)

### Teatro
- 1955: Do silst net stelle, 4 atti
- 1956: Libbensropping, 4 atti
- 1966: Il filo d'oro (De gouden tried), 4 atti, op nieuw bewerkt naar de gelijknamige roman

### Traduzioni
- 1959: Oscuro ma bello (Zwart maar lieflijk, dal frisone Swart mar leaflik)

## Onorificenze e premi
| Controllo di autorità | VIAF (EN) 200395915 · ISNI (EN) 0000 0003 9816 155X · BNF (FR) cb137510122 (data) |